# Olympische Sommerspiele 1996/Teilnehmer (Jugoslawien)
| Gelbes Symbol für Goldmedaillen mit stilisierten Olympischen Ringen | Graues Symbol für Silbermedaillen mit stilisierten Olympischen Ringen | Braundes Symbol für Bronzemedaillen mit stilisierten Olympischen Ringen |
| ------------------------------------------------------------------- | --------------------------------------------------------------------- | ----------------------------------------------------------------------- |
| 1                                                                   | 1                                                                     | 2                                                                       |

Jugoslawien nahm bei den Olympischen Sommerspielen 1996 in der US-amerikanischen Metropole Atlanta mit 68 Sportlern (9 Frauen und 59 Männern) in 13 Sportarten teil.

## Flaggenträger
Die Wasserballer Igor Milanović trug die Flagge Jugoslawiens während der Eröffnungsfeier am 19. Juli im Centennial Olympic Stadium.

## Medaillengewinner
Mit einer gewonnenen Gold-, einer Silber- und zwei Bronzemedaillen belegte das jugoslawische Team Platz 41 im Medaillenspiegel.

### Gold
| Name/n            | Sportart | Wettkampf                       |
| ----------------- | -------- | ------------------------------- |
| Aleksandra Ivošev | Schießen | Kleinkaliber Dreistellungskampf |

### Silber
| Name/n | Sportart   | Wettkampf     |
| --- | ---------- | ------------- |
| Vlade Divac, Žarko Paspalj, Dejan Tomašević, Miroslav Berić, Dejan Bodiroga, Željko Rebrača, Predrag Danilović, Aleksandar Đorđević, Saša Obradović, Zoran Savić, Nikola Lončar und Milenko Topić | Basketball | Herrenturnier |

### Bronze
| Name/n | Sportart   | Wettkampf          |
| --- | ---------- | ------------------ |
| Aleksandra Ivošev | Schießen   | Frauen, Luftgewehr |
| Đula Mešter, Vladimir Batez, Goran Vujević, Andrija Gerić, Đorđe Đurić, Dejan Brdović, Žarko Petrović, Slobodan Kovač, Vladimir Grbić, Nikola Grbić, Željko Tanasković und Rajko Jokanović | Volleyball | Herrenturnier      |

## Teilnehmer nach Sportarten

### Basketball
- Kader
Vlade Divac
Žarko Paspalj
Dejan Tomašević
Miroslav Berić
Dejan Bodiroga
Željko Rebrača
Predrag Danilović
Aleksandar Đorđević
Saša Obradović
Zoran Savić
Nikola Lončar
Milenko Topić

Gruppe A:
- Jugoslawien – Griechenland 71:63
- Jugoslawien – Australien 91:68
- Jugoslawien – Südkorea 118:65
- Jugoslawien – Brasilien 101:82
- Jugoslawien – Puerto Rico 97:86

Viertelfinale:
Jugoslawien – China 121:68
Halbfinale:
Jugoslawien – Litauen 66:58
Finale:
Jugoslawien – Vereinigte Staaten 69:95

### Fechten
Frauen
- Tamara Savić-Šotra
Degen, Einzel: 36. Platz

### Gewichtheben
Männer
- Miodrag Kovačić
Federgewicht: 34. Platz

### Judo
Männer
- Dragoljub Radulović
Halbmittelgewicht: 21. Platz

- Mitar Milinković
Schwergewicht: 21. Platz

### Kanu
Männer
- Petar Sibinkich
Kajak-Einer, 500 Meter: Hoffnungslauf

### Leichtathletik
| Männer - Borislav Dević Marathon: 49. Platz - Andreja Marinković Weitsprung: 41. Platz in der Qualifikation - Dragan Perić Kugelstoßen: 8. Platz - Aleksandar Raković 50 Kilometer Gehen: 11. Platz - Dragutin Topić Hochsprung: 4. Platz - Stevan Zorić Hochsprung: 27. Platz in der Qualifikation | Frauen - Suzana Ćirić Marathon: 55. Platz - Marina Živković 200 Meter: Vorläufe 400 Meter: Vorläufe |

### Ringen
Männer
- Aleksandar Jovančević
Mittelgewicht, griechisch-römisch: 9. Platz

- Goran Kasum
Halbschwergewicht, griechisch-römisch: 18. Platz

### Schießen
| Männer - Goran Maksimović Luftgewehr: 15. Platz Kleinkaliber, Dreistellungskampf: 4. Platz Kleinkaliber, liegend: 20. Platz - Nemanja Mirosavljev Luftgewehr: 15. Platz - Stevan Pletikosić Kleinkaliber, Dreistellungskampf: 35. Platz Kleinkaliber, liegend: 11. Platz | Frauen - Aranka Binder Luftgewehr: 9. Platz Kleinkaliber, Dreistellungskampf: 22. Platz - Aleksandra Ivošev Luftgewehr: Bronze Kleinkaliber, Dreistellungskampf: Gold - Marija Mladenović Luftpistole: 34. Platz - Jasna Šekarić Luftpistole: 4. Platz Sportpistole: 6. Platz |

### Schwimmen
| Männer - Nikola Kalabić 100 Meter Freistil: 53. Platz - Vladan Marković 100 Meter Schmetterling: 28. Platz 200 Meter Schmetterling: 28. Platz | Frauen - Maja Grozdanić 200 Meter Rücken: 27. Platz - Duška Radan 50 Meter Freistil: 45. Platz 100 Meter Freistil: 46. Platz |

### Volleyball (Halle)
- Männer

- Vladimir Batez
- Dejan Brdović (Kapitän)
- Đorđe Đurić
- Andrija Gerić
- Nikola Grbić
- Vladimir Grbić
- Rajko Jokanović
- Slobodan Kovač
- Đula Mešter
- Željko Tanasković
- Žarko Petrović
- Goran Vujević

Gruppe:
| Gruppe B |                |       |        |
| Platz    | Team           | Sätze | Punkte |
| 1.       | Italien        | 15:0  | 10     |
| 2.       | Niederlande    | 12:3  | 8      |
| 3.       | BR Jugoslawien | 9:8   | 6      |
| 4.       | Russland       | 7:9   | 4      |
| 5.       | Südkorea       | 3:12  | 2      |
| 6.       | Tunesien       | 1:15  | 0      |

Viertelfinale:
- Brasilien 3:2

Halbfinale:
- Italien 1:3

Spiel um Bronze:
- Russland 3:1

### Wasserball
Männer
- Igor Milanović
- Mirko Vičević
- Aleksandar Šoštar
- Viktor Jelenić
- Aleksandar Šapić
- Dejan Savić
- Petar Trbojević
- Veljko Uskoković
- Vladimir Vujašinović
- Predrag Zimonjić
- Ranko Perović
- Vaso Subotić
- Milan Tadić

Gruppe A:
- Jugoslawien – Niederlande 11:8
- Jugoslawien – Russland 9:9
- Jugoslawien – Spanien 9:7
- Jugoslawien – Deutschland 9:8
- Jugoslawien – Ungarn 8:12

Viertelfinale:
Jugoslawien – Kroatien 6:8
Platzierungsspiele:
- Um den 5. oder 8. Platz: Jugoslawien – Russland 15:16
- Um den 7. Platz: Jugoslawien – USA 8:12

### Tischtennis
Männer
- Slobodan Grujić
Einzel: Gruppenphase
Doppel: Gruppenphase

- Aleksandar Karakašević
Einzel: Gruppenphase

- Ilija Lupulesku
Einzel: Gruppenphase
Doppel: Gruppenphase

### Wasserspringen
Männer
- Siniša Žugic
Kunstspringen: 38. Platz

- Vukan Vuletić
Turmspringen: 37. Platz